# Maria José Cardoso
Maria José Cardoso (São Francisco do Sul, Santa Catarina, 19 de março de 1935 - 23 de maio de 2019) foi a primeira representante do Rio Grande do Sul a vencer o concurso de Miss Brasil, na sua terceira edição, realizada em 1956.
Maria José Cardoso foi semifinalista no Miss Universo 1956, vencido pela Miss Estados Unidos, Carol Morris.

## Biografia
Maria José nasceu em Santa Catarina, mas mudou-se para Porto Alegre ainda criança, cidade onde cresceu e onde estudou Belas Artes e chegou a ser professora.
Após ser Miss Brasil, ela mudou-se para São Paulo onde casou-se com com José Luís Silveira, com quem teve uma filha, e depois com o industrial Moacir Trussardi, com o qual teve um filho.
Morreu aos 89 anos, no dia 23 de maio de 2019, tendo dedicado seus últimos anos de vida à igreja evangélica e a obras com pessoas carentes.

## Participação em concursos de beleza
Segundo matéria publicada na Folha de S.Paulo em maio de 2019, ela teria participado de diversos concursos de beleza, até vencer o Miss Rio Grande do Sul em 1955 e depois o Miss Brasil 1956.
Nos Estados Unidos, no Miss Universo 1956 ela ficou no Top 15, no grupo de semifinalistas.